# Biblioteca 2.0

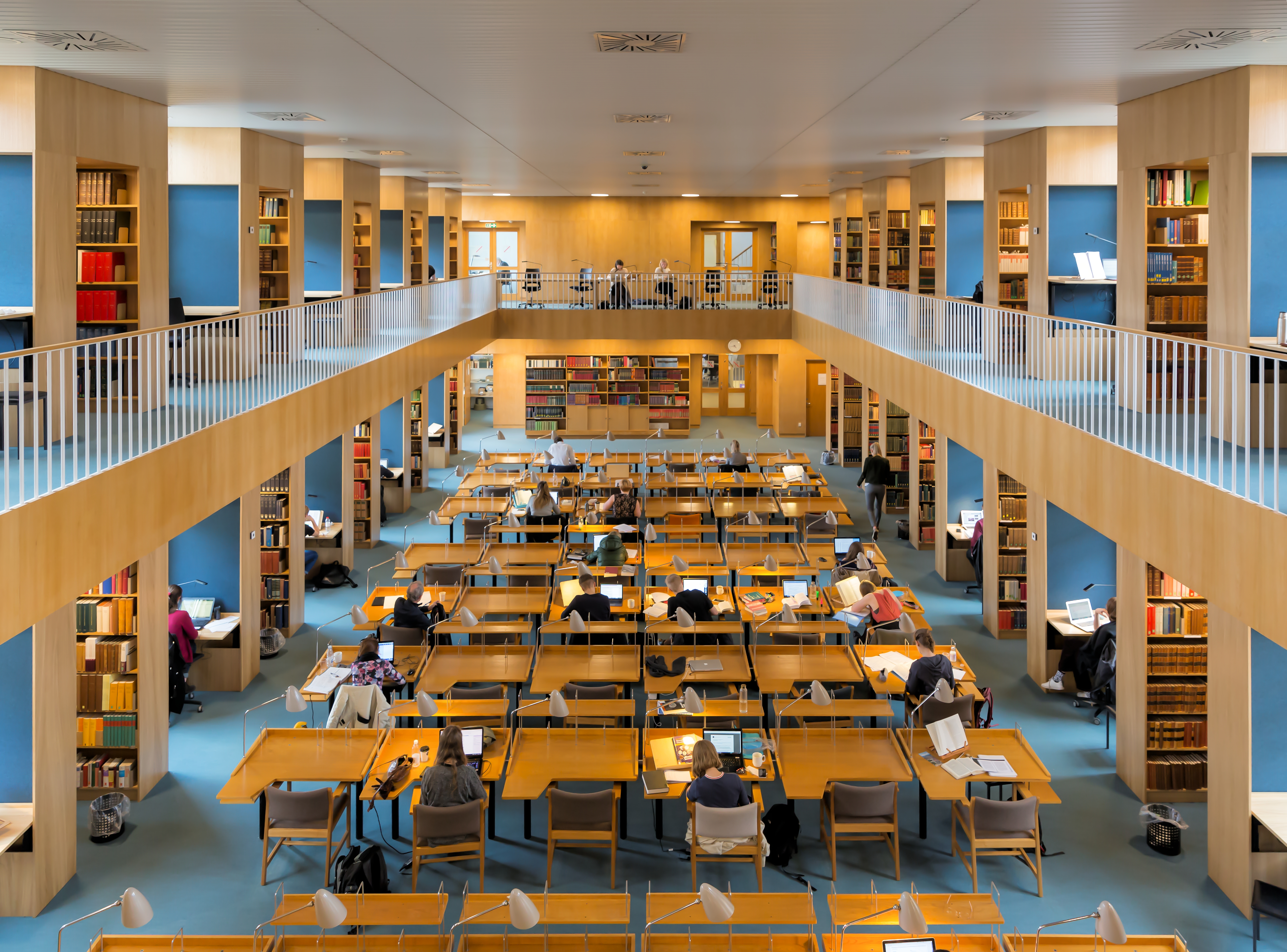
Sala de lectura a la Biblioteca Estatal i Universitaria (Statsbiblioteket) d'Aahurs, Dinamarca.

Biblioteca 2.0 és una manera àmplia de definir un nou model de serveis de biblioteca. Reflecteix una transició dins el món de la Biblioteconomia. L'objectiu se centra en l'usuari i la seva participació en la creació de continguts i la interacció amb la comunitat. El concepte de Biblioteca 2.0 es basa en el de la Web 2.0 en què comparteix algunes idees subjacents. Això inclou l'ús d'eines en el desenvolupament de les tecnologies de la informació i la comunicació (TIC) per oferir serveis en línia i el flux creixent de retroalimentació per part de l'usuari.
Els que proposen aquests conceptes, als que de vegades se'ls anomena el Radical Trust, desitgen que aquest model de servei acabi reemplaçant les ofertes tradicionals en comptes del servei unidireccional que han caracteritzat les biblioteques durant segles. A la biblioteca 2.0 els serveis s'actualitzen constantment i es revaluen per a la seva millora, alhora fan una invitació als usuaris per implementar i incrementar l'ús d'aquests serveis i la seva participació en el disseny (intel·ligència col·lectiva).
L'adveniment de la Web 2.0 genera noves formes d'acostament de l'usuari a la informació. La possibilitat de poder accedir a les dades requerides des de qualsevol lloc, a qualsevol moment, de forma senzilla i gratuïta, introdueix un desafiament per a la biblioteca, que busca seguir posicionada com el principal centre d'informació. La incorporació de l'actitud i tecnologia 2.0 a les biblioteques és el que es coneix amb el nom de “Biblioteca 2.0”. El terme va ser encunyat i desenvolupat en la biblioblogosfera; la seva primera aparició va ser en el blog de Michel Casey “Library Crunch” (Margaix Arnal, 2007), i des de llavors ha estat objecte de diferents estudis i definicions en el mateix mitjà. Les idees que es poden incloure en una definició de Biblioteca 2.0 són (Crawford, 2006): La Biblioteca 2.0 es deriva de la Web 2.0.
La tecnologia és important però no fonamental. S'ha de donar participació a l'usuari incentivant-ho en l'elaboració i gestió de continguts. Abarca els serveis i la col·lecció. La Biblioteca 2.0 no només es desenvolupa en un entorn virtual. El bibliotecari 2.0 haurà d'utilitzar les noves tecnologies promovent la innovació.

## Orígens
El terme de "Biblioteca 2.0" va ser encunyat en 2005 pel bibliotecari nord-americà Michael Casey en el seu blog LibraryCrunch com un derivat directe dels conceptes de Web 2.0 i Business 2.0. Casey va suggerir que les biblioteques, en particular les biblioteques públiques, tenen elements que "s'entrecreuen" amb les idees de la Web 2.0 i són aplicables als de la comunitat bibliotecària i els seus serveis, tant als serveis enfocats a les tecnologies com els que no ho estan. En particular, Casey va descriure la necessitat de les biblioteques d'adoptar una estratègia de constant canvi i la promoció del rol participatiu dels usuaris de biblioteques.
Una important característica és que l'origen del terme i el seu debat conceptual es donen en la biblioblogosfera, és a dir en el conjunt de blogs relacionats amb la biblioteconomia.
També cal indicar que la majoria dels pioners de la biblioteca 2.0 exerceixen el seu treball en biblioteques públiques i són aquestes les que estan aplicant més ràpidament els seus plantejaments i elaborant el concepte.
El setembre del 2006, un article en el Library Journal titulat "Library 2.0: Service for the next-generation library" comença a expressar el benefici de la biblioteca 2.0 per als administradors de biblioteques i per als contribuents, en proveir-los "formes més eficients d'oferir serveis per obtenir majors tornades en inversions financeres". L'article continua asseverant que la molt discutida idea de la Biblioteca 2.0 és important per als bibliotecaris, ja que pot canviar radicalment tant els seus serveis com la interacció amb l'usuari.
A la biblioteca 2.0 els serveis s'avaluen i actualitzen per satisfer les canviants necessitats dels usuaris. També demanda que s'encoratgi la retroalimentació i participació dels usuaris en el desenvolupament i manteniment dels serveis de la biblioteca.
Un usuari empoderat i actiu és un component essencial de la Biblioteca 2.0. Mentre hi hagi una anada i tornada d'informació i idees entre la biblioteca i l'usuari els serveis milloren i evolucionen constant i ràpidament. L'usuari és participant, coautor, constructor i assessor, sigui d'un producte físic o digital.
Un avantatge de desenvolupar serveis digitals és que la biblioteca pot arribar a més gent, fins i tot a aquells que no han usat prèviament els serveis de la biblioteca.
Una preocupació que la biblioteca 2.0 està tractant de resoldre és que els potencials usuaris recorrin a Google i Wikipedia per percebre'ls “prou bons” i considerin les biblioteques lentes i irrellevants.

## Web 2.0
L'any 2001 es produeix un esclat de la bombolla tecnològica que determina un abans i un després en la història de la Web. Algunes de les empreses que formaven part del mercat de la Web aconsegueixen sobreviure a aquesta crisi, però moltes no. Això porta al fet que, en 2005, O’Reilly i MediaLive International, mitjançant la tècnica de tempesta d'idees (brainstorming) aconsegueixin identificar quines particularitats dels llocs web que van subsistir van ser les que van permetre la seva continuïtat al mercat. En aquest context, denominen a aquelles pàgines que no van aconseguir mantenir-se en peus com a Web 1.0, i a aquelles que ho van aconseguir com a Web 2.0. Temps més tard, Tim O’Reilly proposa en un dels blogs de la seva empresa, una definició del concepte de Web 2.0, expressant que l'aspecte fonamental de la mateixa és la idea de cooperació i la revolució dels negocis en la indústria informàtica, causada per la migració cap a internet com a plataforma. Al seu torn, proposa que la regla principal és construir aplicacions que usufructuen els efectes de la xarxa per aconseguir que més persones puguin accedir a elles. Finalment nomena set principis constitutius de la Web 2.0 que són:
1. La Web com a plataforma
2. L'aprofitament de la intel·ligència col·lectiva:
3. Les dades són el següent “Intel Inside”
4. La fi del cicle de les actualitzacions de versions del programa
5. Models de programació lleugers (lleugers)
6. El programa no limitat a un sol dispositiu
7. Experiències enriquidores de l'usuari
Llavors, què representa la Web 2.0? Cooperació, confiança, participació, intel·ligència col·lectiva, intercanvi i xarxes socials, són alguns dels conceptes que ens permeten representar-nos la seva essència, i comprendre per què aquesta Web és anomenada també “la <i>Web social</i>”. Si bé calen tecnologies que funcionin com a suport, el fonamental a la Web 2.0 és l'acció humana; la consciència d'universalitat amb el qual tots poden col·laborar. Tal com diu Davis, Web 2.0 és una actitud, no només una tecnologia.

## Les biblioteques del segle XXI
Al segle XXI, les biblioteques continuen canviant i evolucionant per adaptar-se a les noves tendències que impliquen la forma en què els clients consumeixen llibres i altres suports. Més que mai, la biblioteca del segle XXI és la biblioteca digital. El 2017, el 100% de les biblioteques dels Estats Units oferia accés a Internet i el 90% ajudava amb habilitats d'internet. Els bibliotecaris es van fer cada vegada més responsables de les col·leccions tant físiques com digitals. Una col·lecció digital pot incloure fonts creades i distribuïdes digitalment i documents físics escanejats i proporcionats en format digital. Amb un augment de la demanda de recursos digitals, els sistemes de biblioteques de tot el món han ampliat la seva difusió. Impulsat per aplicacions de lectura de llibres electrònics que classifiquen el contingut en funció de diferents agrupacions populars, clubs de llibres digitals, revistes digitals i targetes de biblioteca digital de fàcil accés per a llibres electrònics i audiollibres, l'ús de llibres electrònics i audiollibres a les biblioteques a tot el món ha assolit un rècord amb 326 milions de préstecs al final del 2018. Entre les biblioteques que lideren el subministrament de llibres digitals hi ha la Biblioteca Pública de Toronto, que va obtenir el rècord de préstecs digitals el 2019 amb 6,6 milions, i el National Library Board de Singapur, que va ampliar la seva col·lecció digital i va aconseguir 4,2 milions de préstecs digitals el 2019.
Les biblioteques digitals comporten tot un seguit de nous reptes, com ara: com es distribueixen els recursos als clients, si es necessita o no autenticació i la compatibilitat del maquinari o programari del client. Inicialment es van enfrontar a dificultats per integrar-se a les biblioteques perquè hi havia la por a la pèrdua de comunitat afegint llibres electrònics i altres tecnologies als espais públics; tanmateix, a mesura que continuava la necessitat creixent de tecnologia, també va continuar la idea de fusionar llibres electrònics en el sistema actual d'una biblioteca. Es va comprovar que l'addició d'aquestes tecnologies i d'altres, com els ordinadors, augmentava el sentit de la comunitat, ja que la gent utilitzava les biblioteques amb més freqüència per accedir a aquestes fonts. La necessitat de negociar les taxes de llicència per a llibres electrònics a un ritme inferior a les llicències perpètues estàndard previstes per als textos impresos presentava un altre repte, però els editors van començar a passar a llicències temporals o mesurades per proporcionar a les biblioteques una opció de llicència més barata.
Altres recursos digitals atrauen els usuaris a les biblioteques amb finalitats diferents dels llibres, especialment aquells desenvolupats com a part del moviment Maker, inclosos Makerspaces (també coneguts com Hackerspaces), una nova tendència dissenyada per fomentar la creativitat i proporcionar un espai perquè els usuaris de la biblioteca puguin jugar, inventar i socialitzar. Makerspaces compta amb mitjans d'alta i baixa tecnologia, tot i que molts se centren en la tecnologia avançada, com ara la impressió 3D o la realitat virtual, i els fan accessibles per als usuaris que normalment no hi tenen accés. Molts també poden comptar amb estudis de gravació de vídeo i àudio, amb equips avançats per ajudar els usuaris a editar les seves creacions.
Un desafiament que solen afrontar les biblioteques del segle XXI són les retallades pressupostàries, que obliguen els bibliotecaris a ser més eficients en la gestió dels seus fons i més vocals en la defensa de les seves biblioteques. L'American Library Association manté una pàgina web sobre la navegació per un any pressupostari difícil. Tot i això, estan trobant maneres d'adaptar-se a les necessitats de la gent, com ara proporcionar serveis digitals als clients de casa i crear llocs més fàcils d'utilitzar.
La pandèmia COVID-19 del 2019-21 va canviar encara més el funcionament de les biblioteques. Les biblioteques de tot el món es van enfrontar a decisions difícils sobre quins serveis oferir i quins serveis tancar durant un temps limitat. La majoria de les biblioteques van recórrer només a recursos en línia com el préstec de llibres electrònics i altres serveis digitals. Aquestes decisions depenien de les sancions governamentals, dels directors de biblioteques o d'altres parts encarregades de com volien procedir. Les operacions de la biblioteca durant aquest temps es van endarrerir, ja que se sospitava la contaminació del virus per préstec i devolució de llibres. En alguns casos, les devolucions de llibres tenien un període de devolució més llarg o es mantenien en quarantena de llibres abans de ser processades pel personal.